# لانثيونين
لانثيونين
(بالإنجليزية: Lanthionine)‏ هو حمض أميني غير مولد للبروتين صيغتة الكيميائية،
(HOOC-CH(NH2)-CH2-S-CH2-CH(NH2)-COOH)
يتكون عادة من بقايا السيستين وبقايا السيرين المجففة، على الرغم من اسمه لايحتوي الانثيونين على عنصر اللانثانوم.

## خلفية
تم عزل اللانثيونين لأول مرة في عام 1941، عن طريق معالجة الصوف بكربونات الصوديوم. حيث وجد أنه حمض أميني يحتوي على الكبريت. أيضًا تم العثور على لانثيونينات في جدران الخلايا البكتيرية وهي مكونات مجموعة من المضادات الحيوية الببتيدية المشفرة جينيًا.